# 胡以良
胡以良（？—？），字子肱，江西南昌府南昌县茬港粉巷人。

## 生平
万历十九年（1591年）辛卯科江西乡试举人，四十七年（1619年）己未科進士，通政司觀政，次年授官潞安府推官，天啓元年本省同考。

## 家族
曾祖胡大儒。祖父胡廷桂。父胡一元。